# Лауренц, Карл
Карл Антон Ла́уренц (нем. Karl Anton Laurenz; 11 сентября 1905, Брюнн — 23 ноября 1955, Дрезден) — немецкий журналист, юрист и переводчик. Казнён в ГДР за шпионаж в пользу Организации Гелена, предшественницы Федеральной разведывательной службы Германии в 1955 году вместе с любовницей Элли Барцатис.

## Биография
Карл Лауренц вырос в Брюнне и учился в народной школе, реальной школе и торговой академии, затем изучал юриспруденцию в Масариковом университете. Защитил диссертацию на тему «Смертная казнь в различные исторические эпохи».
В 1924 году устроился на работу редактором в издательство Tagebote в Брно, одновременно занимался переводами с чешского на немецкий язык и работал судебным переводчиком, парламентским и телефонным стенографом. Кроме того, Лауренц выступал корреспондентом издания Neue freie Presse Wien и остравской газеты Morgenzeitung. В 1939 году Лауренц вступил в Немецкую демократическую свободную партию Чехословакии, тем не менее, не принимал активного участия в политической жизни. После оккупации Чехословакии Лауренц не вступил в НСДАП, подозревался в политической неблагонадёжности и в 1941 году был призван на военную службу. Лауренц был католиком, 28 февраля 1929 года женился, у супругов родилась дочь, которая после войны оказалась в Вене. Брат Лауренца поселился в Западной Германии в Кирлахе под Карлсруэ.
В конце Второй мировой войны Лауренц был отправлен солдатом на фронт и в 1945 году некоторое время провёл в американском плену в Профене, где позднее устроился на работу в угольной промышленности. Лауренц переехал в Берлин, где работал в Центральном управлении топливной промышленности и в 1948 году вступил в СЕПГ. В Центральном управлении Лауренц познакомился в 1949 году с секретарём Густава Соботки Элли Барцатис. Она быстро продвигалась по партийной лестнице в молодой ГДР и с апреля 1950 года занимала должность главы секретариата премьер-министра ГДР Отто Гротеволя. Лауренц наоборот оказался в опале. В 1950 году он был исключён из партии за неподобающее поведение, недостаточную бдительность и мелкобуржуазный уклон. Основанием для исключения в том числе послужило его критическое высказывание в отношении новой инструкции, отменявшей надбавки водителям грузовиков за работу в выходные дни. В 1951 году у Лауренца, работавшего помощником адвоката, возникли проблемы с законом: за «пособничество заключённым» он был приговорён к трём месяцам одиночного заключения. Отбыв срок заключения, Лауренц уже не имел никаких возможностей устроить свою жизнь в ГДР.
Разочарованный жизнью в ГДР Карл Лауренц обратил своё внимание на Запад и связался с бывшим коллегой по работе в топливной промышленности Клеменсом Лаби, перебравшимся в Западный Берлин. Тот познакомил Лауренца с якобы предпринимателем неким Шубертом, а в действительности агентом Организации Гелена, завербовавшим Лауренца за вознаграждение в 400 марок в месяц.
С 1952 года Лауренц вёл шпионскую деятельность на некую разведывательную службу, точно не зная, на какую. Элли Барцатис, пользовавшаяся доверием Отто Гротеволя, передавала Лауренцу секретные документы, считая, что они необходимы возлюбленному в журналистской работе. За передаваемую информацию Лауренц получил в течение нескольких лет несколько тысяч марок, делал Элли Барцатис подарки различной ценности, от плитки шоколада до радиоприёмника.
Лауренц попал в поле зрения Министерства государственной безопасности ГДР ещё в январе 1951 года, но до конца 1954 года следственные действия не давали должных результатов. Из протоколов наблюдения следовало, что подозреваемые ездили на электричке в Западный Берлин, телефонная прослушка и перехват корреспонденции свидетельствовали не об агентурной деятельности, а о сложной любовной связи. Лауренца и Барцатис изобличили только с помощью ловушки: сотрудник МГБ ГДР заметил, что Барцатис сначала без разрешения изъяла из сейфа подготовленные им документы, а затем вернула их на место. Позднее Барцатис под давлением следствия призналась, что забирала документы домой, чтобы показать Лауренцу, но доказать это не удалось.
Арест Лауренца, назначенный на 8 декабря 1954 года, по неизвестным основаниям был перенесён на весну 1955 года. 4 марта Карл Лауренц был арестован на выходе из своего дома на Винеташтрассе, 49 в берлинском районе Панков и доставлен в управление Народной полиции округа Лихтенберг. В течение полугода Лауренц находился в следственном изоляторе в Хоэншёнхаузене, где его допрашивал лейтенант Герхард Ниблинг. Следствие завершилось 17 июня 1955 года, закрытый судебный процесс под председательством судьи Вальтера Циглера состоялся в течение одного дня 23 сентября 1955 года. Ни у Лауренца, ни у Барцатис не было адвокатов. Обвиняемые были приговорены к смертной казни за подстрекательство к войне и бойкоту ГДР в соответствии со статьёй 6 Конституции ГДР. 11 ноября 1955 года президент ГДР Вильгельм Пик отклонил прошение о помиловании. Приговоры были приведены в исполнение 23 ноября 1955 года в следственном изоляторе Дрездена гильотинированием, останки были кремированы.
Средства массовой информации ФРГ хранили молчание по поводу дела Лауренца и Барцатис, а в ГДР было объявлено об успешном аресте в результате масштабной операции более тысячи западногерманских шпионов. Глава западногерманской службы разведки Рейнхард Гелен в своих мемуарах, опубликованных в 1971 году, высоко оценил агента Барцатис и назвал её «одним из первых важных контактных лиц в другой части Германии» и поблагодарил её за самоотверженную и успешную работу. Сам Лауренц оценивал свою агентурную работу и передаваемую информацию как незначительную.
Член судебной коллегии на судебном процессе против Лауренца и Барцатис Хелена Хайман в 1995 году предстала перед земельным судом Берлина по обвинению в убийстве, лишении свободы и вынесении неправосудного решения и была приговорена к пяти года лишения свободы с отсрочкой исполнения.
Карл Лауренц был реабилитирован земельным судом Берлина 28 ноября 2006 года.